# (3163) Randi
(3163) Randi (1981 QM) – planetoida z grupy przecinających orbitę Marsa okrążająca Słońce w ciągu 3,71 lat w średniej odległości 2,39 au. Odkryta 28 sierpnia 1981 roku.